# Сан Мартино ди Лупари
Сан Мартино ди Лупари (итал. San Martino di Lupari) је насеље у Италији у округу Падова, региону Венето.
Према процени из 2011. у насељу је живело 10931 становника. Насеље се налази на надморској висини од 40 м.

## Становништво
Према резултатима пописа становништва 2011. у општини је живело 13.052 становника.
| 1931. | 1936. | 1951. | 1961. | 1971. | 1981.  | 1991.  | 2001.  | 2011.  |
| ----- | ----- | ----- | ----- | ----- | ------ | ------ | ------ | ------ |
| 9.066 | 9.052 | 9.854 | 9.116 | 9.641 | 10.700 | 11.044 | 11.420 | 13.052 |